# Robert Secq
Robert Secq est un acteur français né le 21 septembre 1908 à Lille et mort le 22 janvier 1966 à Paris.

## Filmographie
- 1962 : Snobs ! de Jean-Pierre Mocky : Badjou
- 1963 : Les Vierges de Jean-Pierre Mocky : Le plombier
- 1963 : Mélodie en sous-sol d'Henri Verneuil : L'employé des bains-douches
- 1964 : Les Barbouzes de Georges Lautner : Constantin Bénard shah
- 1965 : Quand passent les faisans d'Édouard Molinaro
- 1965 : La Fleur de l'âge de John Guillermin